# Analamary (Tôlanaro)
Analamary is een plaats en commune in het zuiden van Madagaskar, behorend tot het district Tôlanaro, dat gelegen is in de regio Anosy. Tijdens een volkstelling in 2001 telde de plaats ongeveer 15.000 inwoners.
De plaats biedt enkel lager onderwijs aan. 40% van de bevolking werkt er als landbouwer en 35% houdt zich bezig met veeteelt. Het meeste wordt cassave en koffie verbouwd. Ook verbouwd met zoete aardappelen en rijst. De dienstensector is goed voor respectievelijk 2% van de werkgelegenheid. 23% van de bevolking is visser.